# Daniel Cummings
Daniel Cummings, né le 14 avril 2006 à Glasgow, est un footballeur écossais qui évolue au poste d'avant-centre au Celtic FC.

## Biographie

### Carrière en club
Daniel Cummings est formé par le Celtic FC, où il commence sa carrière professionnelle en championnat d'Écosse, après s'être illustré en équipe reserve,.
Il joue son premier match avec l'équipe première du club le 29 janvier 2025, pour le dernier match de la phase de ligue de Ligue des champions.

### Carrière en sélection
Daniel Cummings est international écossais junior avec l'équipe des moins de 17 ans, qu'il aide à se qualifier pour le Championnat d'Europe des moins de 17 ans 2023, puis avec les moins de 19 ans à partir de novembre 2024.